# Zenon Szordykowski
Zenon Szordykowski (* 6. Juli 1947) ist ein ehemaliger polnischer Mittelstreckenläufer, der sich auf die 800-Meter-Distanz spezialisiert hatte.
Der jüngere Bruder des Mittelstreckenläufers Henryk Szordykowski gewann zwei Medaillen mit der polnischen Mannschaft bei den Leichtathletik-Halleneuropameisterschaften: Silber in der 4-mal-800-Meter-Staffel 1971 in Sofia und Bronze in der 4-mal-720-Meter-Staffel 1972 in Grenoble.
Seine persönliche Bestzeit von 1:47,5 min stellte er am 28. Juni 1971 in Warschau auf.